# معما (فیلم ۱۳۶۵)
معما فیلمی به کارگردانی حسین زندباف و نویسندگی ناصر شاملو ساختهٔ سال ۱۳۶۵ است.

## خلاصه داستان
سال ۱۳۵۶، در آستانهٔ ورود رئیس‌جمهور آمریکا به تهران رضا درگاهی کارمند تأسیسات فرودگاه بر اثر سرعت زیاد اتومبیل، گروهبان رحمتی، پاسبان گشت را زیر می‌گیرد. اسلحهٔ پاسبان مفقود می‌شود. اداره آگاهی سروان کیانی و سروان قاسمی را مأمور پیگیری پرونده می‌کند. سازمان امنیت مفقود شدن سلاح را با ترور رئیس‌جمهور آمریکا مربوط می‌داند. رضا و عده‌ای از شاهدان ماجرا تحت فشار قرار می‌گیرند. رضا کشته می‌شود. پلیس اسلحه را در محل حادثه می‌یابد. سروان کیانی و قاسمی به دلیل قصور در انجام وظیفه دستگیر می‌شوند و دستور می‌رسد که آن دو به همراه دیگر بازداشت شدگان سر به نیست شوند.